# ギャルボーイ!
ギャルボーイ!は中村真理子の漫画作品。講談社BLコミックスより、単行本全36巻。続編に『新 ギャルボーイ！』単行本10巻、『ギャルボーイ！Plus』『ギャルボーイ！ファミリー』がある。
テレビ朝日系列で1997年8月23日~9月27日にウイークエンドドラマ枠でドラマ化された。

## あらすじ
どこからどう見ても男にしか見えない晃と、そんな彼女にベタ惚れの友弘。高校時代、晃は友弘に告白したが「付き合ってもホモにしか見えない」と言われたのをフラれたと誤解。しかし卒業後も、何かと接点があり、衝突し合いながらもその距離を縮めていく。

## 登場人物
軍司 晃（ぐんじ あきら）
短大卒業後、就職した会社を3日でやめ、実家の軍司酒店で働いている。中学時代から続けている剣道は、かなりの腕前。酒には弱く、5杯以上飲むと前後不覚になる。
容姿も言動も男性的だが、プロの手にかかると洗練された「大人の女」に見える。
相模友弘（さがみ ともひろ）
タイヨー塗装勤務のサラリーマン。母：園子は美容院チェーンを経営しており、実家はかなり裕福。
軍司舞子（ぐんじ まいこ）
軍司家の次女で、晃の妹。姉とは対照的に、ませている。
恭子（きょうこ）
晃の高校時代の親友。レズビアンであり、海外で出会った恋人と同棲している。

## テレビドラマ

### キャスト
- 軍司晃:大河内奈々子
- 相模友弘:藤木直人
- 野田チエミ:細木美和
- 小槻慎一:青木伸輔
- 相模園子:黛ジュン
- 石井愃一
- 江川有未

### スタッフ
- 演出：辻理、中嶋豪
- プロデューサー：五十嵐文郎、中嶋豪、加納譲治
- 原作：中村真理子
- 脚本：奥村俊雄
- 音楽：桜庭統

### 主題歌
- オープニングテーマ 『SUPER SOUL』 FANATIC◇CRISIS

### サブタイトル
1. 突然ガール
2. いきなりシンデレラ
3. ホテルな夜
4. エッチ…したの?!
5. 女になりたい
6. 涙のウェディング

| テレビ朝日 土曜23：28～23：58枠 | テレビ朝日 土曜23：28～23：58枠 | テレビ朝日 土曜23：28～23：58枠                      |
| 前番組                          | 番組名                          | 次番組                                               |
| ------------------------------- | ------------------------------- | ---------------------------------------------------- |
| オマタかおる                    | ギャルボーイ!                   | ザ・スクープ（23：30～24：40） ※土曜18：00枠から移動 |
| テレビ朝日 ウイークエンドドラマ |                                 |                                                      |
| オマタかおる                    | ギャルボーイ!                   | 幻想ミッドナイト ※土曜24：40～25：10枠へ移動         |